# Televisió de Mataró

Cobertura TDT de TV Mataró.

Televisió de Mataró (actualmente tvmataró) formaba parte del “Col•lectiu de Mitjans Audiovisuals de Mataró”. Era una televisión que inició sus emisiones en julio de 1984 desde un pequeño local situado en la parte baja de la calle de Los Álamos de Mataró. Este local era en realidad una galería de arte llamada "Tertre", propiedad de Nico del Río, el cual cedió este espacío desinteresadamente.
El 25 de julio del 1993 se inauguraron las nuevas instalaciones de tvm en una de las naves de la antigua fábrica textil de “Can Marfà”.
El ayuntamiento de Mataró, es el propietario del local e hizo una cesión por 15 años.
Actualmente tiene un informativo que se llama “24hores” que tiene una buena audiencia. Normalmente sus programas están en catalán ya que solo reciben la señal de la cadena la comarca del Maresme y la de Barcelonés.
En enero de 2010 se fusionó con otro canal de televisión local y nació m1tv, la nueva marca de ambas, aunque mantiene el subtítulo "la televisió de Mataró i el Maresme" .
Posteriormente tuvo lugar la fusión con Mataró Ràdio, el año 2017. Desde entonces, dentro de la empresa Mataró Audiovisual, se renombra primero como Mataró Televisió y luego como tvmataró.